# Кирил Преславски
Кирил (Кирил Хайнрих Франц Лудвиг Антон Карл Филип), официално – Негово Царско Височество Кирил, княз Преславски, княз Български, принц Сакс-Кобург и Гота и херцог Саксонски (17 ноември 1895 – 2 февруари 1945 г.), е син на цар Фердинанд I, брат на цар Борис III и княгините Евдокия и Надежда. Престолонаследник на българския трон от 3 октомври 1918 до 16 юни 1937 г. и регент на Царство България от 1943 г.
Осъден е на смърт и екзекутиран в нощта на 1 срещу 2 февруари 1945 г. от т. нар. Народен съд, сформиран почти веднага след преврата от 1944 г. и последвалия го комунистически режим в България.

## Биография
Княз Кирил завършва Военното училище в София и участва като офицер за свръзки в Балканските (1912– 1913) и Първата световна война (1915 – 1918). За участието си във войните е награден съответно с Военен орден „За храброст“ IV степен 2 клас и 1 клас; генерал-лейтенант от българската царска армия (1938), инспектор на пехотата (1935), почетен адмирал от Германската имперска флота (13 юни 1917).
Като младеж княз Кирил се увлича по автомобилите, по-късно управлява винаги сам собствения си „Пакард“. След абдикацията на цар Фердинанд I на 3 октомври 1918 г. заминава с баща си в град Кобург, Германия. През 20-те години учи агрономия в Прага. Завръща се в България едва през 1926 г. Известен е с бохемския си живот.
Скоро след смъртта на брат му – цар Борис III, на 9 септември 1943 г. княз Кирил е избран за регент от XXV обикновено народно събрание, заедно с проф. Богдан Филов и генерал-лейтенант Никола Михов, докато първородният син на цар Борис III, Симеон II, навърши 18 години. Регентите полагат тържествено клетва на извънредно заседание на Парламента на 11 септември.
Изборът на княз Кирил за регент е в противоречие с Търновската конституция, която изисква регентите да са били министри или членове на Върховния съд, но правителството приема за целесъобразно в Регентския съвет да присъства представител на династията. Допълнително съображение е поначало резервираното отношение на княза към Германия, което би дало възможност за лавиране във външнополитически план. Макар общественото мнение да го смята за леконравен, той се отнася добросъвестно към задълженията си като регент, но играе второстепенна роля в Регентския съвет, доминиран от Богдан Филов.
След отстраняването му с Деветосептемврийския преврат от 1944 година и тримесечно пленничество в Съветския съюз, принц Кирил е съден от т. нар. Народен съд – през януари-февруари 1945 г. – като виновен в сътрудничество с Германия и осъден на смърт, заедно с проф. Богдан Филов и генерал-лейтенант Никола Михов, осем царски съветници, 22 министри от кабинетите на Филов, Добри Божилов и Иван Багрянов и 67 депутати от XXV обикновено народно събрание, включително и неговите председатели Никола Логофетов и Христо Калфов.
Княз Кирил е разстрелян от комунистически функционери в района на Софийските централни гробища в нощта на 1 февруари срещу 2 февруари 1945 г. Тялото му, заедно с другите осъдени на смърт от т. нар. Народен съд, е захвърлено в обща яма, образувана от бомба, паднала по време на бомбардировките над София от самолети на САЩ и Англия. Мястото веднага било заринато с купища сгурия, заравнено и заличено, а не много по-късно – парцелирано за нови гробища. До 1995 г. няма никакъв паметен знак, който да напомня за тях. През същата година в Софийските централни гробища е поставен паметник в тяхна памет.
На 26 август 1996 г. Върховният съд отменя присъдите от 1 февруари 1945 г., по които са осъдени на смърт тримата регенти, министри и съветници.

## Галерия
- Снимка на княз Кирил. Източник: ДА „Архиви“

## Награди
- Орден „Св. св. Равноапостоли Кирил и Методий“, България
- Военен орден „За храброст“ IV степен 1 и 2 клас